# Cucerirea (telenovelă)
Cucerirea (A Muralha; lit. „Zidul”) a fost o miniserie braziliană produsă și expusă de Rede Globo între 4 ianuarie și 31 martie 2000, cu 51 de capitole, la 11:15 pm. Difuzată în România de canalul Acasă TV.

## Distribuție
| Ada Chaseliov            | Leonor                         |
| Alessandra Negrini       | Isabel Olinto                  |
| Alexandre Borges         | Dom Guilherme Schetz           |
| André Gonçalves          | Apingorá                       |
| Ângelo Paes Leme         | Vasco Antunes                  |
| Cacá Carvalho            | Frei Carmelo                   |
| Caco Ciocler             | Bento do Amaral Coutinho       |
| Carlos Eduardo Dolabella | João Antunes                   |
| Cecil Thiré              | Dom Bartolomeu Fernandes       |
| Celso Frateschi          | Afonso Góis                    |
| Cláudia Ohana            | Antônia Brites                 |
| Deborah Evelyn           | Basília Olinto Góes            |
| Edwin Luisi              | Dom Gonçalo Roiz               |
| Emiliano Queiroz         | Dom Falcão                     |
| Enrique Díaz             | Aimbé                          |
| Leandra Leal             | Beatriz Ataide                 |
| Leonardo Brício          | Tiago Olinto                   |
| Leonardo Medeiros        | Leonel Olinto                  |
| Letícia Sabatella        | Ana Cardoso                    |
| Maria Maya               | Moatira                        |
| Maria Luísa Mendonça     | Margarida Olinto               |
| Matheus Nachtergaele     | Padre Miguel                   |
| Mauro Mendonça           | Dom Braz Olinto                |
| Paulo José               | Padre Simão                    |
| Pedro Paulo Rangel       | Mestre Davidão (David Fonseca) |
| Regiane Alves            | Rosália Olinto                 |
| Sérgio Mamberti          | Dom Cristovão Rabelo           |
| Stênio Garcia            | Caraíba                        |
| Tarcísio Meira           | Dom Jerônimo Taveira           |
| Vera Holtz               | Mãe Cândida Olinto             |